# Filippo Longo di Atri
Filippo Longo (Atri, ... – Alvernia, 14 marzo 1259) è stato un religioso italiano.
Ebbe un ruolo determinante nella vita di san Francesco di Assisi e di santa Chiara, dei quali fu molto amico e che consigliò affiancandoli nelle più importanti scelte. 

## Biografia
Nelle Vite di Ludovico Jacobilli si legge che "fu cognominato Lungo, per esser di statura lunga, e grande; nel modo che il B. Morico altro suo compagno, e già anche Crocifero come lui, fu cognominato Piccolo, per esser di statura piccola".
Frate Filippo fu il settimo compagno di Francesco ("Finalmente il loro numero divenne sette con frate Filippo, al quale il Signore aveva toccato e purificato le labbra con il carbone ardente, così che parlava di Dio con mirabile dolcezza", I Cel. n. 25).
Dotato di grandi capacità oratorie e contemplative e di interpretazione profonda delle sacre scritture, frate Longo, fu determinante nelle più importanti scelte della comunità francescana.
Godeva di grande stima da parte del santo d'Assisi e lo accompagnava spesso durante gli incontri con la reclusa di San Damiano, ovvero Santa Chiara.
Questa esperienza radicò in lui una profonda stima per la santa alla quale dedicò devotamente il suo carisma e la sua esperienza cristiana.
Successivamente si impegnò di prima persona alla fondazione dei primi conventi delle "povere dame". Uno di questi conventi, ancora attivo, si trova ad Atri, città natale del religioso.
Nel 1219, frate Filippo Longo, su interessamento del cardinal Ugolino, fu eletto primo Confessore, Visitatore, Correttore, e Presidente delle monache di San Damiano, dette poi di Santa Chiara. Tale nomina non fu gradita da San Francesco ("I miei frati proprio per questo sono chiamati Minori, perché non presumano di diventare maggiori") che, tornato dalla Terrasanta, destituì immediatamente il frate dall'incarico. Dopo la morte di San Francesco, tra gli anni 1228 e 1246, per volontà del Papa, Frate Filippo fu chiamato nuovamente a questa carica.
Dopo aver contribuito alla raccolta di materiale sul santo d'Assisi, Filippo Longo si ritirò a predicare in Francia, nella regione dell'Alvernia, dove morì.